# When You Wish Upon a Weinstein
When You Wish Upon a Weinstein («Когда ты захочешь стать евреем») — двадцать вторая (заключительная) серия третьего сезона мультсериала «Гриффины». Премьерный показ состоялся 9 ноября 2003 года на телеканале «Cartoon Network» («Adult Swim»). На канале FOX (по которому транслировались все предыдущие премьеры эпизодов мультсериала) эпизод впервые был показан 10 декабря 2004 года.

## Сюжет
Питер отдаёт последние деньги (которые Лоис отложила «на чёрный день») жулику, чтобы тот застраховал его от извержения вулкана.
Той же ночью Стьюи разбивает очки Мег, потому что «не любит, когда на него смотрят во время сна» (hates being watched while he sleeps). Лоис требует от Питера найти деньги и купить дочери новые очки.
Питер случайно слышит, как в своём разговоре Куагмир и Кливленд рассказывают, как люди с «еврейскими» именами помогли им добиться финансового успеха. После этого Питер решает, что ему нужен какой-нибудь еврей, чтобы тот распоряжался его деньгами и приумножал их.
Вскоре у дома Гриффинов случайно застревает на сломанном автомобиле еврей по имени Макс Вэйнштэйн, и Питер воспринимает это как знак свыше. После погони и длительных уговоров Питер настаивает на том, чтобы Макс срочно помог ему вернуть деньги.
После совместного обеда с Максом и посещения с ним реформистской синагоги Питер приходит к решению, что его сыну Крису лучше стать евреем. Он тайком везёт мальчика в Лас-Вегас для срочного прохождения бар-мицвы.
Лоис узнаёт обо всём этом от Брайана, хватает машину Куагмира и приезжает в последнюю секунду, чтобы остановить церемонию. Члены братства разъярены тем, что Лоис так оскорбительно относится к их религии, и поэтому бросаются в погоню за Гриффинами, но те убегают на автобусе.
Лоис объясняет Питеру, что успех не зависит от религии, и Питер осознаёт свою ошибку. Оказывается, что автобус полон монахинь, которые недовольны отречением Питера от католицизма; за это они начинают лупить его линейками.

## Создание
Автор сценария: Рики Блитт
Режиссёр: Дэн Повенмайер
Приглашённые знаменитости: Бен Штейн (в роли Раввина), Питер Рейджерт (в роли Макса Вэйнштэйна), Марк Хэмилл и Эд МакМэхон.

## Судебное разбирательство
3 октября 2007 года музыкальная компания англ. Bourne Co. Music Publishers (единоличный собственник композиции англ. When You Wish upon a Star) подала иск против подразделений телекомпании «FOX» «Cartoon Network» и англ. Fuzzy Door Productions, а также лично против продюсера «Гриффинов» Сета Макфарлейна и композитора Уолтера Мёрфи, обвиняя их в нарушении авторских прав, которое, по их мнению, присутствовало в песне «I Need a Jew». «Bourne Co. Music Publishers» требовала возмещения ущерба и запрета эпизода к показу. В иске также указывалось, что ценности композиции был нанесён ущерб тем, что она звучала во время исполнения Питером Гриффином оскорбительной песни.
16 марта 2009 года районный суд Южного округа Нью-Йорка в лице судьи Деборы Бэттс постановил, что создатели «Гриффинов» не нарушили прав Bourne Co. Music Publishers. После этого эпизод вернулся к показу на каналы «Adult Swim», «TBS» и другие.
См. тж. о судебном разбирательстве относительно эпизода «If I'm Dyin', I'm Lyin'» в России.